# Бальдассаре Донато
Бальдассаре Донато або Донаті (італ. Baldassare Donato (Donati)) (між 1525 та 1530 — червень 1603) — італійський композитор пізнього Відродження, представник Венеціанської школи, кантор. Був капельмейстером головного храму Венеції Собору святого Марка. У кінці XVI ст. був однією з ключових фігур у розвитку італійської світської музики, особливо віланели.

## Біографія
Про першу частину життя Бальдассаре Донато не збереглося певних відомостей; не знане місце його народження. Перша згадка його імені знаходиться у книгах Базиліки св. Марка 1550 року, де він був кантором, а пізніше, у 1562 році, — інструктором співу дитячого хору. Коли у 1565 році Джозеффо Царліно прийняв від Чіпріано де Роре посаду капельмейстера, Донато був розжалуваний до простого півчого. Певно, конфлікт між ними був зумовлений незгодами у капелі св. Марка і досяг кульмінації у публічній сварці у 1569 році під час проведення урочистостей свята євангеліста Марка, викликавши скандал серед народу.
У 1577 році Донато обійняв високу посаду в школі іншого важливого храму Венеції, Церкви св. Рокко, зі значною музичною традицією та дуже солідною музичною капелою.Однак у 1580 році він залишив це місце. У 1588 році, коли Царліно був ще живий, став помічником капельмейстера Собору Св. Марка (причини примирення невідомі) і у 1590 році заступив свого колишнього суперника на посаді капельмейстера Базиліки св. Марка (однієї з найвпливовіших музичних посад Італії).

## Музика та впливи
Донато є представником новаторської течії у складі Венеціанської школи,, яка сама репрезентувала прогресивну течію порівняно з іншими музичними школами і зокрема з Римською. Окрім Донато, до цієї течії належать Джованні Кроче, Андреа та Джованні Ґабріелі; до консервативної — Джозеффо Царліно. Чіпріано де Роре та Клаудіо Меруло, які притримувались настанов франко-фламандської школи, що домінувала у європейській музиці до другої половини століття.
Духовна музика Донато є найконсервативнішою частиною його творчості; вона пов'язана з використанням поліфонії у стилі Палестріни, але з додаванням поліхоральних ефектів обох Ґабріелі. Незважаючи на свою очевидну зневагу до консерватизму Царліно, він увібрав частину його стилю та настанов, як це можна помітити з використання ним контрапункту та Дисонансів, принаймні коли (зумисно) писав у стилі франко-фламандської школи.
Певне, його найбільший внесок в історію музики полягає у розвитку віланели та легкої форми мадригалу в світській музиці. Деякі з цих творів були написані для танцю у народному стилі. Вони були схожі на французькі шансони, мали мелодії, що легко запам'ятовувалися, базувалися на перехресних ритмах, а не на поліфонії та хроматизмі, властивих мадригалу середини століття. Донато писав також мадригали традиційніші, а окрім того псалми, мотети та церемоніальну музику.